# Єфим’єво (Богородський район)
Єфим’єво (рос. Ефимьево) — село в Богородському районі Нижньогородської області Російської Федерації.
Населення становить 38 осіб. Входить до складу муніципального утворення Доскинська сільрада.

## Історія
Від 2004 року входить до складу муніципального утворення Доскинська сільрада.

## Населення
| 1999 | 2002 | 2010 |
| ---- | ---- | ---- |
| 51   | ↘29  | ↗38  |